# Transzszonikus repülés
Transzszonikus repülésnek nevezzük az olyan repülést, amiben a repülőgép sebessége a hangsebességhez közeli sebességtartományban zajlik, de azt tartósan nem lépi át.
Ide sorolják a 0,9-1,1 Mach-számmal repülő gépeket (ez tengerszinten 965–1236 km/h). Az ilyen repülőgépek jellegzetessége, hogy többnyire nem hasonlítanak a szuperszonikus repülőgépekhez, inkább csak jelentős energiaforrással rendelkező gépekről van szó, amik  jellemzően a szubszonikus tartományban repülnek.
Transzszonikus repülésnél jelentőssé válik a levegő fékező hatása, valamint a repülő testen jelentkező rezgés. Ez a hangsebesség túllépésekor fellépő hangrobbanással van összefüggésben.
Transzszonikus sebesség nem csak a haladás irányában alakulhat ki, hanem például a helikopterek rotorjainak külső élein is. Ez kiegyenlítetlen nyomóerőket hoz létre, ami nagyon igénybe veszi a rotort, és ez balesethez vezethet. Ez az egyik korlátozó tényező a helikopterek rotorja méretének és a haladási sebességének növelése útjában.